# Un jour comme un autre (film, 2015)
Pour plus de détails, voir Fiche technique et Distribution.
Un jour comme un autre (espagnol : Un día perfecto ; anglais : A Perfect Day) est un film espagnol réalisé par Fernando León de Aranoa et sorti en 2015.
Il s'agit de l'adaptation du roman Dejarse Llover de Paula Farias.

## Synopsis
Guerre de Bosnie-Herzégovine, 1995. Un groupe d’humanitaires est en mission dans une zone rurale : Sophie, nouvelle recrue idéaliste, veut absolument aider. Un cadavre a été jeté au fond d'un puits par une faction adverse afin de contaminer l'eau d'un village. Mambru, un homme pragmatique et désabusé, et ses collègues de l'association "Aids Across Borders" entreprennent de remonter le corps tracté par leur 4x4, mais la corde casse.
Abandonner ou trouver une nouvelle corde ? Il faut alors se déplacer sur des routes suspectées minées, recueillir un gamin égaré qui ne sait pas que ses parents sont morts, affronter la mauvaise volonté d'un commerçant refusant de vendre ses cordes, négocier avec les casques bleus des Nations unies embourbés dans la procédure administrative ou rebrousser chemin devant un barrage de partisans armés : la journée et le jour suivant seront un périple à péripéties renouvelées, parfois cocasses et parfois tragiques. Une vision en patch-work de cette fin de guerre atomisée et absurde.

## Fiche technique
- Titre français : Un jour comme un autre
- Titre original espagnol : Un día perfecto
- Titre original anglais : A Perfect Day
- Réalisation : Fernando León de Aranoa
- Scénario : Fernando León de Aranoa et Diego Farias, d'après le roman Dejarse Llover de Paula Farias
- Musique : Arnau Bataller
- Montage : Nacho Ruiz Capillas
- Photographie : Alex Catalan
- Costumes : Fernando García
- Décors : César Macarron
- Production : Fernando León de Aranoa et Jaume Roures
  - Production déléguée : Patricia de Muns et Javier Mendez
- Sociétés de production : Mediapro et Reposado Producciones
- Pays d'origine :  Espagne
- Durée : 106 minutes
- Genre : Comédie dramatique
- Dates de sortie :
  - France : 16 mai 2015 (festival de Cannes 2015) ; 16 mars 2016 (sortie nationale)
  - Espagne : 28 août 2015
  - Canada : 26 février 2016

## Distribution
- Benicio del Toro (VF : Boris Rehlinger) : Mambrù
- Tim Robbins (VF : Bruno Choël) : B
- Mélanie Thierry : Sophie
- Olga Kurylenko : Katya
- Sergi López : Goyo
- Fedja Štukan : Damir
- Eldar Residovic : Nikola

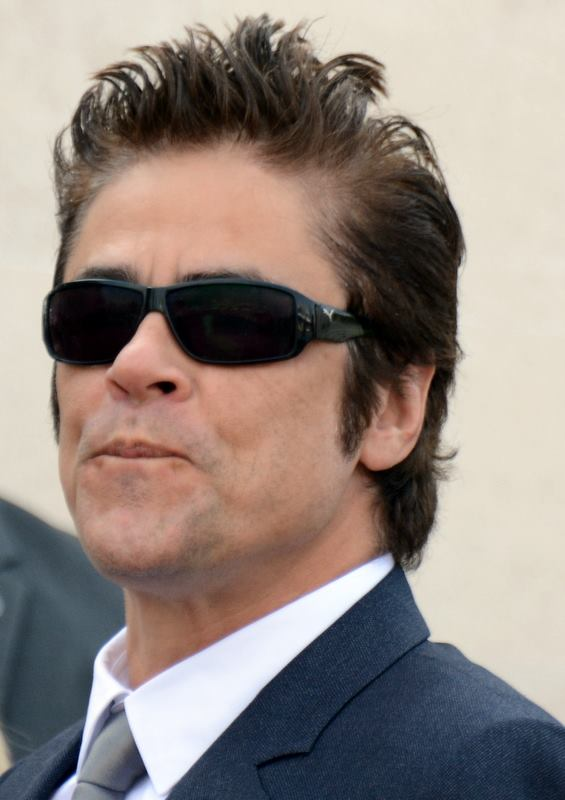
L'acteur principal Benicio del Toro à la première du film au Festival de Cannes 2015.

- Nenad Vukelic : le grand-père de Nikola
- Morten Suurballe : l'agent de l'ONU pendant la réunion
- Darko Perić : le vendeur d'eau

 Source et légende : version française (VF) sur RS Doublage